# 葛志荣
葛志荣（1946年—），汉族，中华人民共和国政治人物、第十一届全国政协委员。
加入中国共产党，担任国家质量监督检验检疫总局原副局长、党组成员。2008年，当选第十一届全国政协委员，代表中国科学技术协会，分入第二十三组。并担任社会和法制委员会专委。